# 1. oklepna divizija (Bundeswehr)
Za druge 1. divizije glejte 1. divizija.
1. oklepna divizija (izvirno nemško 1. Panzerdivision) je oklepna divizija v sestavi redne nemške kopenske vojske.

## Organizacija
2010
- Štabna in prištabna četa
- Divizijske enote

- 1. vojaški orkester
- 1. komunikacijski polk
- 3. izvidniški šolski bataljon
- 100. artilerijski polk

- 131. oklepni artiletijski izvidniški bataljon
- 132. raketni artilerijski bataljon

- 100. inženirski polk

- 1. oklepni inženirski bataljon
- 130. težki inženirski bataljon

- 6. zračnoobrambni polk

- 510. lahka raketna zračnoobrambna baterija

- 7. RKBO bataljon

- 110. lahka RKBO četa

- 3. logistični bataljon

- 9. oklepna šolska brigada

- Štabna in prištabna četa
- 90. izvidniška šolska četa
- 90. oklepna inženirska šolska četa
- 33. oklepni bataljon
- 93. oklepni šolski bataljon
- 92. tankovskogrenadirski šolski bataljon
- 325. oklepni artilerijski šolski bataljon
- 141. logistični bataljon

- 21. oklepna brigada

- Štabna in prištabna četa
- 210. izvidniška četa
- 200. oklepna inženirska četa
- 230. oklepni bataljon
- 212. tankovskogrenadirski bataljon
- 215. oklepni artilerijski bataljon
- 7. logistični bataljon